# Gira (el mundo gira)
«Gira (el mundo gira)» es una canción interpretada por la cantante chilena Denise Rosenthal, perteneciente a su disco Todas seremos reinas. Se lanzó el 5 de agosto de 2020, bajo la distribución de la discográfica de Universal Music Chile.

## Antecedentes y lanzamiento
Luego de lanzar diversos sencillos como adelanto de su próximo álbum de estudio y colaborar con diversos artistas durante el 2020, entre ellos «No rompo tus fotos» con Juan Solo y «Rico rico» junto a los artistas chilenos Moral Distraída y Los Vásquez. Denise anunció que seguirá lanzando música nueva durante el año, «Gira (el mundo gira)» se anunció por primera vez el 4 de agosto de 2020, a través de las redes sociales de la cantante. El anuncio contenía un videoclip donde se ve a Rosenthal con efectos especiales en el rostro. Media hora antes del estreno de la canción junto a su vídeo musical, la cantante realizó una transmisión en vivo, donde interpretó la canción por primera vez.

## Composición
Líricamente el tema trata sobre la fuerza de levantarse en alto luego de tiempos difíciles o momento de crisis, del mismo modo aborda el poder de celebrar aquella fortaleza. Sobre el tema Rosenthal comentó: «La escribí pensando en la capacidad que tenemos de salir adelante como sea, del poder de ir construyendo nuestra realidad». Añadió además que la pista «está llena de sonidos y de búsquedas entretenidas».

## Vídeo musical
El vídeo musical se estrenó el 5 de agosto de 2020, el mismo día de la publicación del sencillo. Muestra a una Denise cantando y bailando en floreados escenarios. El clip estuvo a cargo bajo la producción de la directora y fotógrafa Javiera Eyzaguirre. Sobre su trabajo con ella Denise comentó que «se hizo con mucho tiempo», agregando además que su intención de Eyzaguirre sea la encargada del vídeo fue porque según la intérprete es «una directora muy sensible».

## Posicionamiento en listas
| Listas (2020)          | Mejor posición |
| ---------------------- | -------------- |
| Chile (Monitor Latino) | 64             |

## Historial de lanzamiento
| País   | Fecha               | Formato                     | Discográfica          | Ref   |
| ------ | ------------------- | --------------------------- | --------------------- | ----- |
| Varios | 5 de agosto de 2020 | descarga digital, streaming | Universal Music Chile | [ 2 ] |